# Gyeonginseon
| Gyeonginseon von Seoul nach Incheon |                                                                          |                                            |                                            |
| Streckennummer: | 301 (KR)                                                                 |                                            |                                            |
| Streckenlänge: | 27,0 km                                                                  |                                            |                                            |
| Spurweite: | 1435 mm (Normalspur)                                                     |                                            |                                            |
| Stromsystem: | (durchgehend) 25 kV / 60 Hz ~                                            |                                            |                                            |
| Zweigleisigkeit: | (Viergleisigkeit) Guro–Dongincheon (Zweigleisigkeit) Dongincheon–Incheon |                                            |                                            |
| |                                                                          |                                            |                                            |
| \| \| \| Gyeongbu-Linie \| \| \| \| 0,0 \| Guro 구로 \| Guro 구로 \| \| \| \| Gyeongbu-Linie \| \| \| \| 1,4 \| Guil 구일 \| Guil 구일 \| \| \| 2,4 \| Gaebong 개봉 \| Gaebong 개봉 \| \| \| 3,7 \| Oryu-dong 오류동 \| Oryu-dong 오류동 \| \| \| 5,6 \| Onsu 온수 Umstieg von U7 Seoul \| Onsu 온수 Umstieg von U7 Seoul \| \| \| \| Grenze Seoul/Bucheon \| \| \| \| 6,9 \| Yeokgok 역곡 \| Yeokgok 역곡 \| \| \| 8,4 \| Sosa 소사 \| Sosa 소사 \| \| \| 9,5 \| Bucheon 부천 \| Bucheon 부천 \| \| \| 11,2 \| Jung-dong 중동 \| Jung-dong 중동 \| \| \| 12,2 \| Songnae 송내 \| Songnae 송내 \| \| \| \| Autobahn 100 (Seoul Ring Expressway) \| \| \| \| \| Grenze Bucheon/Incheon \| \| \| \| 13,4 \| Bugae 부개 \| Bugae 부개 \| \| \| 14,9 \| Bupyeong 부평 Umstieg von U1 Incheon \| Bupyeong 부평 Umstieg von U1 Incheon \| \| \| 16,6 \| Baegun 백운 \| Baegun 백운 \| \| \| 18,1 \| Dongam 동암 \| Dongam 동암 \| \| \| 19,3 \| Ganseok 간석 \| Ganseok 간석 \| \| \| 20,5 \| Juan 주안 Umstieg von U2 Incheon \| Juan 주안 Umstieg von U2 Incheon \| \| \| \| Autobahn 120 (Gyeongin Expressway) \| \| \| \| 21,5 \| Dohwa 도화 \| Dohwa 도화 \| \| \| 22,5 \| Jemulpo 제물포 \| Jemulpo 제물포 \| \| \| 23,9 \| Dowon 도원 \| Dowon 도원 \| \| \| 25,1 \| Dongincheon 동인천 \| Dongincheon 동인천 \| \| \| 27,0 \| Incheon 인천 Umstieg von S-Bahn-Linie Suin \| Incheon 인천 Umstieg von S-Bahn-Linie Suin \| |                                                                          |                                            |                                            |
| Strecke |                                                                          | Gyeongbu-Linie                             | Gyeongbu-Linie                             |
| Bahnhof | 0,0                                                                      | Guro 구로                                  | Guro 구로                                  |
| Abzweig geradeaus und nach links |                                                                          | Gyeongbu-Linie                             | Gyeongbu-Linie                             |
| Haltepunkt / Haltestelle | 1,4                                                                      | Guil 구일                                  | Guil 구일                                  |
| Haltepunkt / Haltestelle | 2,4                                                                      | Gaebong 개봉                               | Gaebong 개봉                               |
| Haltepunkt / Haltestelle | 3,7                                                                      | Oryu-dong 오류동                           | Oryu-dong 오류동                           |
| Haltepunkt / Haltestelle | 5,6                                                                      | Onsu 온수 Umstieg von U7 Seoul             | Onsu 온수 Umstieg von U7 Seoul             |
| Grenze |                                                                          | Grenze Seoul/Bucheon                       | Grenze Seoul/Bucheon                       |
| Haltepunkt / Haltestelle | 6,9                                                                      | Yeokgok 역곡                               | Yeokgok 역곡                               |
| Haltepunkt / Haltestelle | 8,4                                                                      | Sosa 소사                                  | Sosa 소사                                  |
| Haltepunkt / Haltestelle | 9,5                                                                      | Bucheon 부천                               | Bucheon 부천                               |
| Haltepunkt / Haltestelle | 11,2                                                                     | Jung-dong 중동                             | Jung-dong 중동                             |
| Haltepunkt / Haltestelle | 12,2                                                                     | Songnae 송내                               | Songnae 송내                               |
| Strecke mit Straßenbrücke |                                                                          | Autobahn 100 (Seoul Ring Expressway)       | Autobahn 100 (Seoul Ring Expressway)       |
| Grenze |                                                                          | Grenze Bucheon/Incheon                     | Grenze Bucheon/Incheon                     |
| Haltepunkt / Haltestelle | 13,4                                                                     | Bugae 부개                                 | Bugae 부개                                 |
| Haltepunkt / Haltestelle | 14,9                                                                     | Bupyeong 부평 Umstieg von U1 Incheon       | Bupyeong 부평 Umstieg von U1 Incheon       |
| Haltepunkt / Haltestelle | 16,6                                                                     | Baegun 백운                                | Baegun 백운                                |
| Haltepunkt / Haltestelle | 18,1                                                                     | Dongam 동암                                | Dongam 동암                                |
| Haltepunkt / Haltestelle | 19,3                                                                     | Ganseok 간석                               | Ganseok 간석                               |
| Haltepunkt / Haltestelle | 20,5                                                                     | Juan 주안 Umstieg von U2 Incheon           | Juan 주안 Umstieg von U2 Incheon           |
| Strecke mit Straßenbrücke |                                                                          | Autobahn 120 (Gyeongin Expressway)         | Autobahn 120 (Gyeongin Expressway)         |
| Haltepunkt / Haltestelle | 21,5                                                                     | Dohwa 도화                                 | Dohwa 도화                                 |
| Haltepunkt / Haltestelle | 22,5                                                                     | Jemulpo 제물포                             | Jemulpo 제물포                             |
| Haltepunkt / Haltestelle | 23,9                                                                     | Dowon 도원                                 | Dowon 도원                                 |
| Haltepunkt / Haltestelle | 25,1                                                                     | Dongincheon 동인천                         | Dongincheon 동인천                         |
| Kopfbahnhof Streckenende | 27,0                                                                     | Incheon 인천 Umstieg von S-Bahn-Linie Suin | Incheon 인천 Umstieg von S-Bahn-Linie Suin |

Die Eisenbahnlinie von Seoul nach Incheon wird als Gyeonginseon (koreanisch 경인선, Seon für „Linie“; auch Kyonin Line) bezeichnet. Sie war die erste Eisenbahnstrecke, die in Korea gebaut wurde.

## Geschichte bis 1945

### Bauphase
Die Geschichte dieser Eisenbahnlinie begann mit der Vergabe einer Konzession am 29. März 1896 durch den koreanischen König Gojong an den amerikanischen Geschäftsmann James R. Morse, der in Yokohama lebte. Die Konzession umfasste einen Schienenstrang in Normalspur von Chemulpo (dem heutigen Incheon) nach Seoul. Der Bau der Strecke begann etwa ein Jahr nach der Konzessionserteilung.
Japaner zeigten ein starkes Interesse an dieser Eisenbahnstrecke. Eine japanische Bank stellte am 1. Dezember 1897 Gelder zum Bau der Strecke zur Verfügung und erhielt ein Pfandrecht. Noch vor der Fertigstellung der Bahnlinie ging die Seoul-Chemulpo Railway Co. Ltd. am 31. Dezember 1899 an ein japanisches Konsortium über.
Während der Bauphase der Eisenbahnstrecke von Seoul nach Busan wurde die Strecke am 25. Februar 1903 von der japanischen Seoul-Busan-Eisenbahngesellschaft übernommen. Bereits im Jahre 1906 wurde diese Eisenbahngesellschaft von der japanischen Regierung erworben. Somit gehörte die Strecke bis zum Ende des Zweiten Weltkrieges zum japanischen Staatsbahnnetz.

### Strecke
Nach ca. 2 Jahren Bauzeit konnte die 32 km lange einspurige Teilstrecke von Incheon bis zur Station Noryangjin am Ufer des Hangang am 18. September 1899 eröffnet werden. Die noch fehlenden ca. 10 km bis zur Hauptstadt Seoul wurden bis Juli 1900 fertig gestellt, wobei der Hangang mittels einer 600 m langen Brücke überquert wurde. Die Strecke endete in Seoul an der Station Seodaemun (großes Westtor) oder an der Station in der Nähe des Sungnyemun (großes Südtor), dem heutigen Hauptbahnhof Seoul Station.
Nach Fertigstellung der Eisenbahnstrecke von Seoul nach Busan im Jahre 1904 gehörte die Teilstrecke von Seoul bis zum Abzweig nach dem Bahnhof Yeongdeungpo dann zu dieser Hauptlinie. Die Gyeonginseon beginnt seit dieser Zeit an diesem Abzweig.

### Betrieb

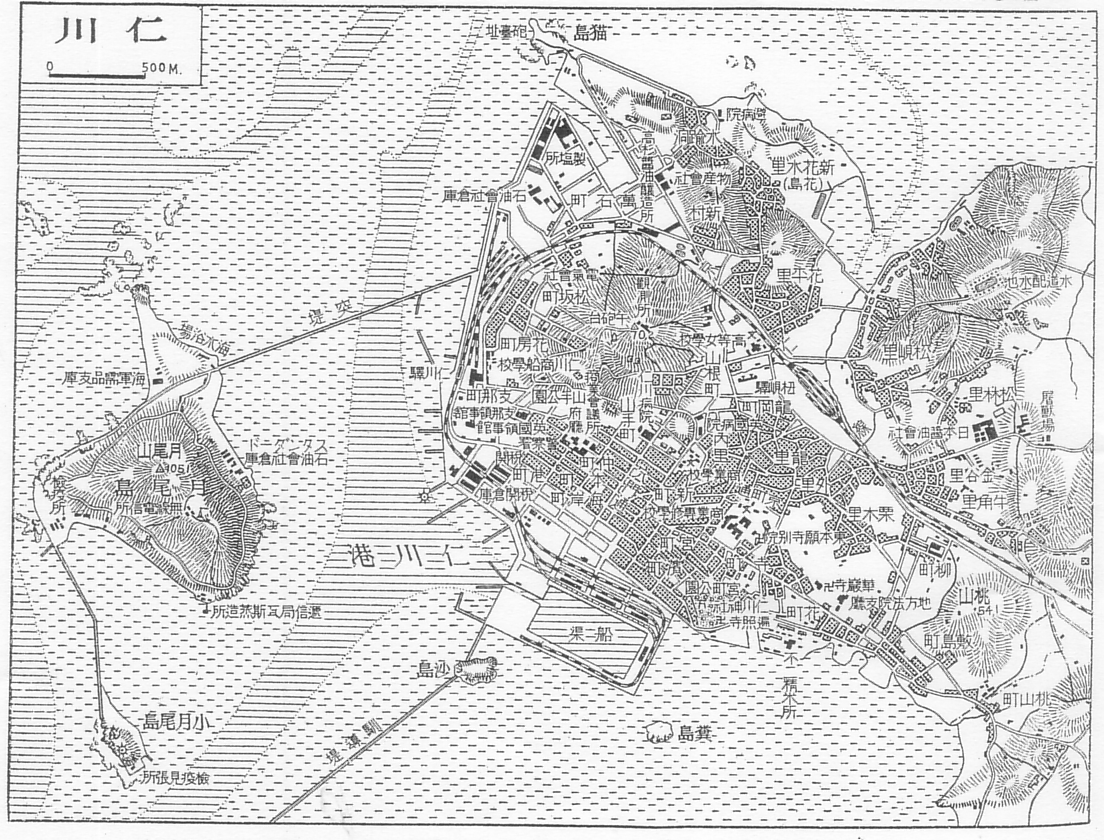
Stadtkarte von Incheon (ca. 1930) mit Eisenbahnstrecke

Im Jahre 1901 gab es je sechs Zugverbindungen von Seoul nach Incheon mit einer Fahrzeit von ca. 105 Minuten. Der Zug mit einer Dampflokomotive, zwei Personenwagen und einem Gepäckwagen hielt an ca. acht Zwischenstationen.
Nach Ausbesserungsarbeiten in den Jahren 1906 bis 1908 konnte die Fahrzeit auf 90 Minuten reduziert werden. Im Zweistundentakt wurde im Jahre 1914 die Strecke durch neun Zugverbindungen bedient.

## Geschichte ab 1945
Nach dem Militärputsch 1961 wurde der Ausbau der Eisenbahnlinie in den ersten Fünfjahresplan aufgenommen. Ausgehend vom Bahnhof Yeongdeungpo wurden zwei weitere Gleise bis zum Bahnhof Dongincheon in Incheon verlegt, die im Jahre 1965 eröffnet wurden.
Die Eisenbahnlinie, die inzwischen zur Seouler U-Bahn Linie 1 gehört, wurde als einer der ersten Linien in Südkorea mit 25 kV/60 Hz AC Bahnstrom elektrifiziert.

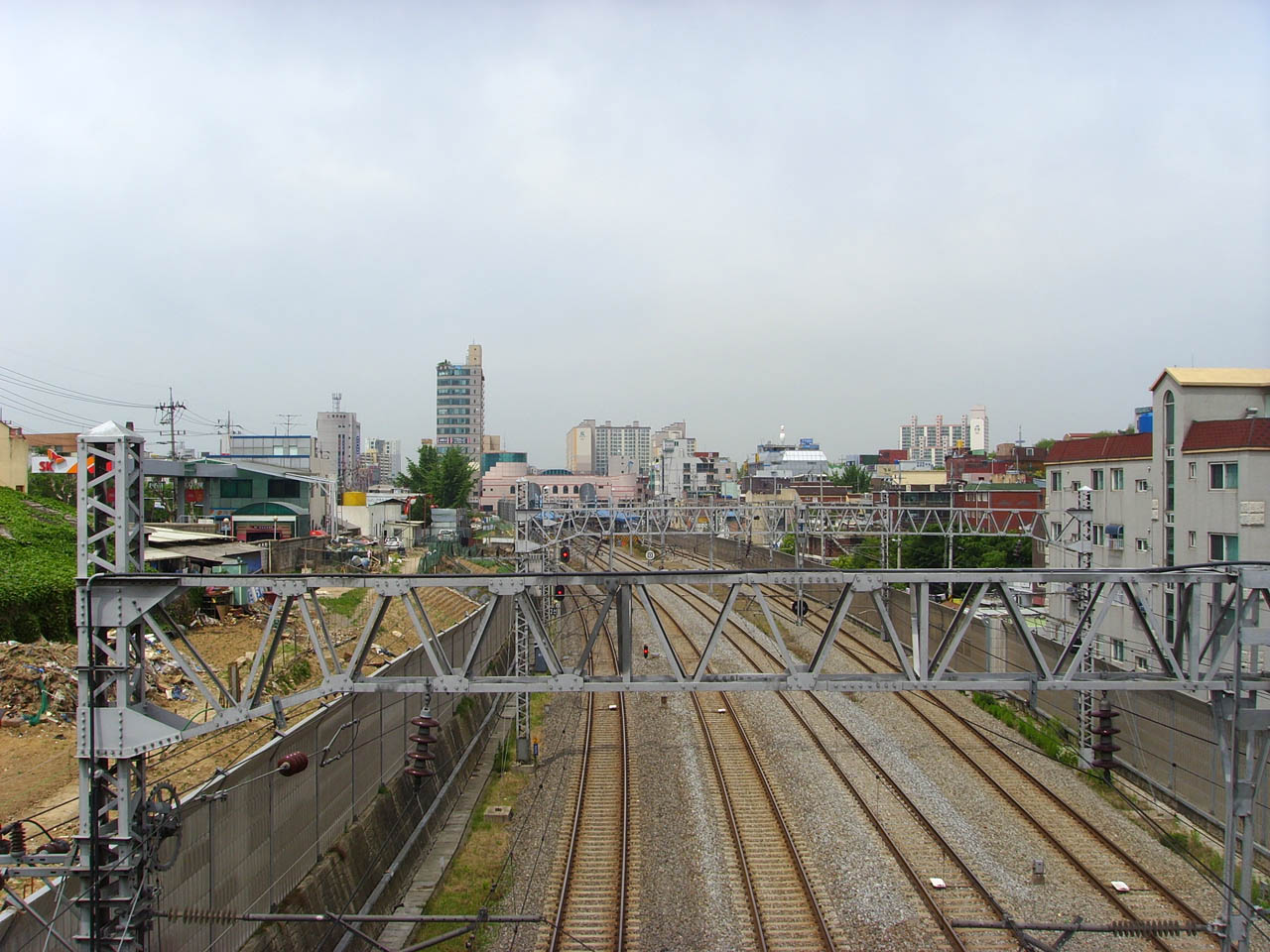
Gyeonginseon in der Nähe des Bahnhofs Jemulpo